# 厚和薬品
厚和薬品株式会社（こうわやくひん）は、主に医薬品・一般用医薬品の卸売を中心とする日本の企業であった。現在はメディセオ・パルタックホールディンググループの一社「クラヤ三星堂」である。医薬品の卸売手。武田薬品の商品のみを単独販売する会社として「合資会社塩見由三郎商店」・「合資会社岡本佐商店」・「合資会社福井七商店」・「合資会社安原富三郎商店」の4社が資本提携し設立した「株式会社武田薬品大阪配給所」を前身としている。昭和22年、過度経済力集中排除法の施行により、聖徳太子の「和を以て貴しと為す」を会社の経営理念としていたことから「厚和薬品」と社名を変更し他社メーカーの商品も扱う総合卸となる。

## 概要
- 本社は大阪府大阪市東区道修町1
- 代表取締役社長 木村清四
- 資本金 1億3千5百万
- 従業員 370人
- 月商 5億9千万円

## 沿革
- 1939年（昭和14年）4月11日 - 「株式会社武田薬品大阪配給所」創業
- 1947年（昭和22年）7月23日 - 「厚和薬品株式会社」に商号変更
- 1955年（昭和30年）3月 - 「大阪ウロコ会」発足
- 1957年（昭和32年）7月 - 「日本製薬株式会社」と保存血液の大阪府下一円の代理店契約締結
- 1961年（昭和36年）4月 - 「平松商店」（大阪府岸和田市）を武田薬品特約店に推薦
- 1962年（昭和37年）7月 - 「近畿・四国保存血液特約店制度」締結
  - 大阪府:日本薬品株式会社・厚和薬品株式会社
  - 兵庫県:兵東薬販株式会社・大協薬剤株式会社・株式会社敷島薬局
  - 滋賀県:三光薬品株式会社
  - 奈良県:山本五平薬局
  - 和歌山県:市山ファーマシー・新宮薬品株式会社
  - 徳島県:株式会社鈴江日進堂
  - 香川県:新日本通商株式会社
  - 高知県:中澤薬業株式会社
- 1962年（昭和37年）11月 - 「南野薬品株式会社」と業務提携
- 1964年（昭和39年）末 - 厚生省（現・厚生労働省）の血液業務改革により「日本赤十字血液センター」が中心となり「献血」及び「預血」制度が推進され、大手血液メーカーは順次プラントの縮小を開始
- 1965年（昭和40年）4月 - 「堺営業所」開設
- 1965年（昭和40年）7月 - 「ふじや薬品株式会社」設立
- 1965年（昭和40年）11月 - 「タケダ会」発足
- 1966年（昭和41年）3月 - 「ミドリ十字」「日本製薬」等の大手メーカーによる血液業務停止により「血液業務」撤退
- 1966年（昭和41年）11月 - 「ヤナリ薬品株式会社」と業務提携
- 1967年（昭和42年）10月 - 「茨木営業所」開設
- 1971年（昭和46年）1月 - 三星堂と合併

## 主な取引メーカー
- 武田薬品工業
- 山之内製薬
- 藤沢薬品工業
- エーザイ

## 「三星堂」・「田辺薬品」・「厚和薬品」の3社による近畿大型合併
武田薬品を筆頭取引とする「三星堂」「厚和薬品」と山之内製薬を筆頭取引とする「田辺薬品」との合併でメーカー構成、品揃えを拡大、また兵庫県を中心としていた「三星堂」と大阪府を中心とした「田辺薬品」・「厚和薬品」の合併により商業圏を拡大し平均月商を22億1千百万円（三星堂単独では16億1千万円）に拡大した。当時の愛知県の「スズケン」の月商20億円を越えて業界トップにたつ。

## 営業拠点
- 大阪本社・大阪府大阪市東区道修町2-1
- 堺市店・大阪府堺市向稜中町3-4-6
- 茨木支店・大阪府茨木市新中条町6-24

## 関連企業
- 中岡好仁堂・大阪府池田市城南町3-99-2
- 和光堂薬品・大阪府茨木市新中条町55-4
- ヤナリ薬品・大阪府堺市向陵中町3-119
- 近畿畜産薬品・大阪府大阪市東区道修町2-1
- 南野薬品株式会社・大阪府大阪市浪速区戎本町1-3
- ふじや薬品株式会社・大阪市高槻市上田辺町10-1

## 備考
- 代表取締役社長 木村清四は、武田薬品から出向した社員で初代「武田薬品福岡支店長」であった。